# Carl Wilhelm Leopold Krug
Pour les articles homonymes, voir Krug.
Carl  Wilhelm Leopold Krug (né à Mühlenbeck le 3 janvier 1833 et mort à Berlin-Lichterfelde le 4 avril 1898) est un diplomate et botaniste prussien.

## Éléments biographiques
De 1857 à 1867, soit durant onze ans, il fit partie de la légation allemande à Porto Rico et fut vice-consul à Mayagüez. Dans son temps libre, il fit de vastes expéditions botaniques à la recherche de spécimens de Ptéridophytes. Il était l'ami du naturaliste Juan Gundlach, dont il finança une partie des voyages.

## Œuvres
Krug a identifié  et décrit plus de 700 nouvelles espèces, généralement publiées dans divers journaux scientifiques, parfois en collaboration avec Ignaz Urban.

## Hommages
Ignatz Urban lui a dédié le genre Krugia (en) dans la famille des Myrtaceae et le genre Krugiodendron (de) dans la famille des Rhamnaceae.